# Trackball (CERN)
Para localizar com precisão os eventos   fotografados na câmara de bolhas de 2 metros  do CERN utilizava-se o track ball, um mecanismo que identifica os movimentos em x-y rolando uma bola o que faz mover o apontador no écran, o  rato dos computadores de hoje, e que foi  "inventado" no CERN nos fins do anos 60.

## Descrição
Nesta imagem de 1974, o écran da esquerda (verde) montra a imagem completa tirada na câmara de bolhas de 2 metros, e o da direita mostra uma ampliação do evento de  física de partículas que o operador havia localizado  na mesa, e onde se distingue claramente a "cruz" que tinha sobreposta ao vértice. Para situar esse ponto usava o track ball ("rato"), debaixo da sua mão direita. Com a mão esquerda especificava pré-determinadas ordens em seis botões, como o de enviar as coordenadas do vértice para a imprimante  - 
Outra imagem, de  Abril 1980, mostrando um Trackbal. Imagens da BEBC e medidas aqui no ERASME - Electron RAy Scanning and Measuring Equipment 